# Jacques Victor Albert de Broglie
Jacques-Victor-Albert, 4t duc de Broglie (pronunciació francesa: [albɛʁ dəˈbʁœj]; 1821–1901) fou un polític monàrquic, diplomàtic i escriptor (de traduccions i treballs històrics) francès.

## Biografia
Albert de Broglie va néixer a París, essent el fill gran de Victor, 3r duc de Broglie, un estadista liberal de la Monarquia de Juliol, i Albertine, baronessa Staël von Holstein, quarta filla de Madame de Staël.
Després d'una breu carrera diplomàtica a Madrid i Roma, la revolució de 1848 va causar la retirada d'Albert de Broglie de vida pública i es va dedicar a la literatura. Ja havia publicat una traducció del sistema religiós de Leibniz (1846). Alhora, va deixar empremta amb les seves contribucions al Revue des deux mondes i l'orleanista i clerical Le Correspondant Aquestes, i altres contribucions, el van portar la successió del seient de Lacordaire a l'Académie française el 1862, unint-se al seu pare en aquesta societat augusta.
El 1870 va succeir el seu pare com a 4t duc de Broglie, havent estat anteriorment príncep de Broglie. L'any següent va ser elegit a l'Assemblea Nacional pel département d'Eure i uns quants dies més tard (el 19 de febrer) va ser nomenat ambaixador francès a Londres.
El març de 1872, tanmateix, a conseqüència de les crítiques de les seves negociacions sobre els tractats comercials entre Gran Bretanya i França, va dimitir del seu càrrec i va prendre el seu seient a l'Assemblea, on esdevingué la figura principal de la campanya monàrquica contra el president Thiers.
En substitució d'aquest darrer pel mariscal Mac-Mahon, el duc de Broglie esdevingué President del Consell i Ministre d'Afers Estrangers (maig del 1873), però en la reconstrucció del ministeri el 26 de novembre, després de l'aprovació del Septennate, va esdevenir ministre de l'Interior. El seu mandat al ministeri es va caracteritzar per un conservadorisme extrem, que va desfermar l'odi amarg dels Republicans, mentre que es va alienar amb el Partit Legitimista per les seves relacions amistoses amb els Bonapartistes, i amb aquests, en un intent d'efectuar un compromís entre els pretendents rivals a la monarquia.
El resultat fou la caiguda del gabinet el 16 de maig de 1874. Tres anys més tard (el 16 de maig de 1877) li va ser confiada la formació d'un Gabinet nou, amb l'objectiu d'apel·lar al país i assegurar una cambra nova més favorable als reaccionaris que el seu predecessor havia estat. El resultat, tanmateix, va ser una majoria Republicana decisiva. El duc de Broglie va ser derrotat al seu propi districte i vva dimitir del càrrec el 20 de novembre. Derrotat el 1885, va abandonar la política i retornà a la seva labor històrica, publicant una sèrie de biografies i estudis històrics. Va morir a París el 19 de gener de 1901, als 79 anys.

## Família

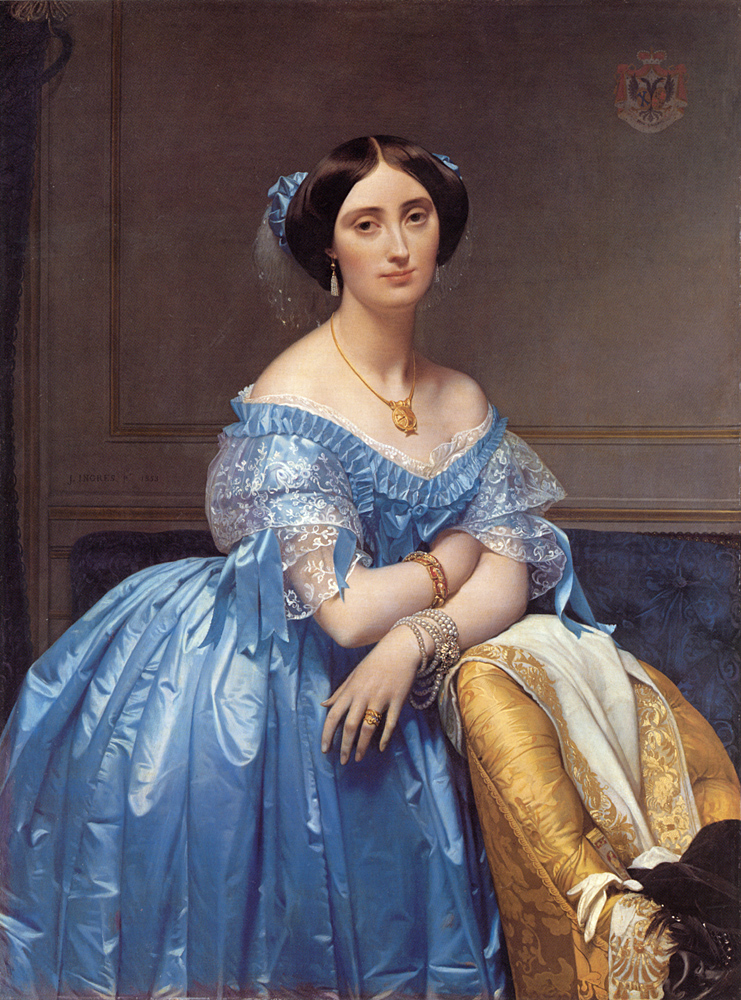
Retrat de la princesa Alberta de Broglie, nascuda Joséphine-Eléonore-Marie-Pauline de Galard de Brassac de Béarn (1853) per Jean Auguste Dominique Ingres.

El 18 de juny de 1845, essent encara príncep de Broglie, es va casar amb Joséphine-Eléonore-Marie-Pauline de Galard de Brassac de Béarn (1825–1860)., amb qui va tenir els següents fills: 
- Louis-Alphonse-Victor, 5è duc de Broglie (1846 – 1906).
- Maurice (1848–1862)
- Henri-Amédée (1849–1917)
- François-Marie-Albert (1851–1939) besavi de l'actual duc, Philippe-Maurice, 9è duc de Broglie (n. 1960).
- César-Paul-Emmanuel (1854–1926)

## Honors i títols
- Duc de França (succeint el seu pare com a 4t Duc de Broglie 1870)
- Cavaller, Legió d'Honor (1845)